# Aviv Yechezkel
Aviv Yechezkel est un coureur cycliste israélien né le 21 avril 1994 à Tel Aviv.

## Biographie
En 2016, il remporte le premier titre de champion d'Israël de cyclo-cross de l'histoire organisé par l'UCI. En février, il rejoint l'équipe Israel Cycling Academy.
Le 20 juillet 2018, il met un terme à sa carrière de coureur et rejoint le staff de l'équipe.

## Palmarès sur route

### Par année
- 2012
  -  Champion d'Israël du contre-la-montre juniors
  - 2e du championnat d'Israël sur route juniors
  - 2e du Tour of Dimona
- 2015
  - Classique de Caesarea
  - 2e du championnat d'Israël du contre-la-montre
  - 3e de la Hets Hatsafon
- 2016
  -  Champion d'Israël du contre-la-montre
  -  Champion d'Israël du contre-la-montre espoirs
  - 2e étape du Tour d'Arad
  - 2e du championnat d'Israël sur route
  - 2e du championnat d'Israël sur route espoirs
  - 3e du Tour d'Arad
- 2017
  - 3e du championnat d'Israël sur route

### Classements mondiaux
| Année           | 2015 | 2016 | 2017   | 2018   |
| --------------- | ---- | ---- | ------ | ------ |
| UCI Europe Tour | 938e | 775e | 1 102e | 1 762e |

## Palmarès en cyclo-cross
- 2015-2016
  -  Champion d'Israël de cyclo-cross